# Вампежув
Вампежув (пол. Wampierzów) — село в Польщі, у гміні Вадовиці-Ґурні Мелецького повіту Підкарпатського воєводства.
Населення — 858 осіб (2011).
У 1975-1998 роках село належало до Тарновського воєводства.

## Демографія
Демографічна структура станом на 31 березня 2011 року:
|          | Загалом | Допрацездатний вік | Працездатний вік | Постпрацездатний вік |
| -------- | ------- | ------------------ | ---------------- | -------------------- |
| Чоловіки | 433     | 109                | 273              | 51                   |
| Жінки    | 425     | 99                 | 237              | 89                   |
| Разом    | 858     | 208                | 510              | 140                  |